# Sea Odyssey
Sea Odyssey is een simulator in het Spaanse pretpark PortAventura Park. De attractie werd geopend in 2000, 5 jaar na de opening van het park. De eerste show was volledig in het Engels, de pré-show werd gegeven in het Spaans en gaf ondertitels weer in het Frans, Duits, Engels en Catalaans. Sinds 2011 worden twee nieuwe films vertoond, die geen pré-show meer bevatten. Turtle Vision is volledig in het Spaans, terwijl Aquaride in het Engels en Spaans is.

## Verhaal Seafari (2000 - 2009)

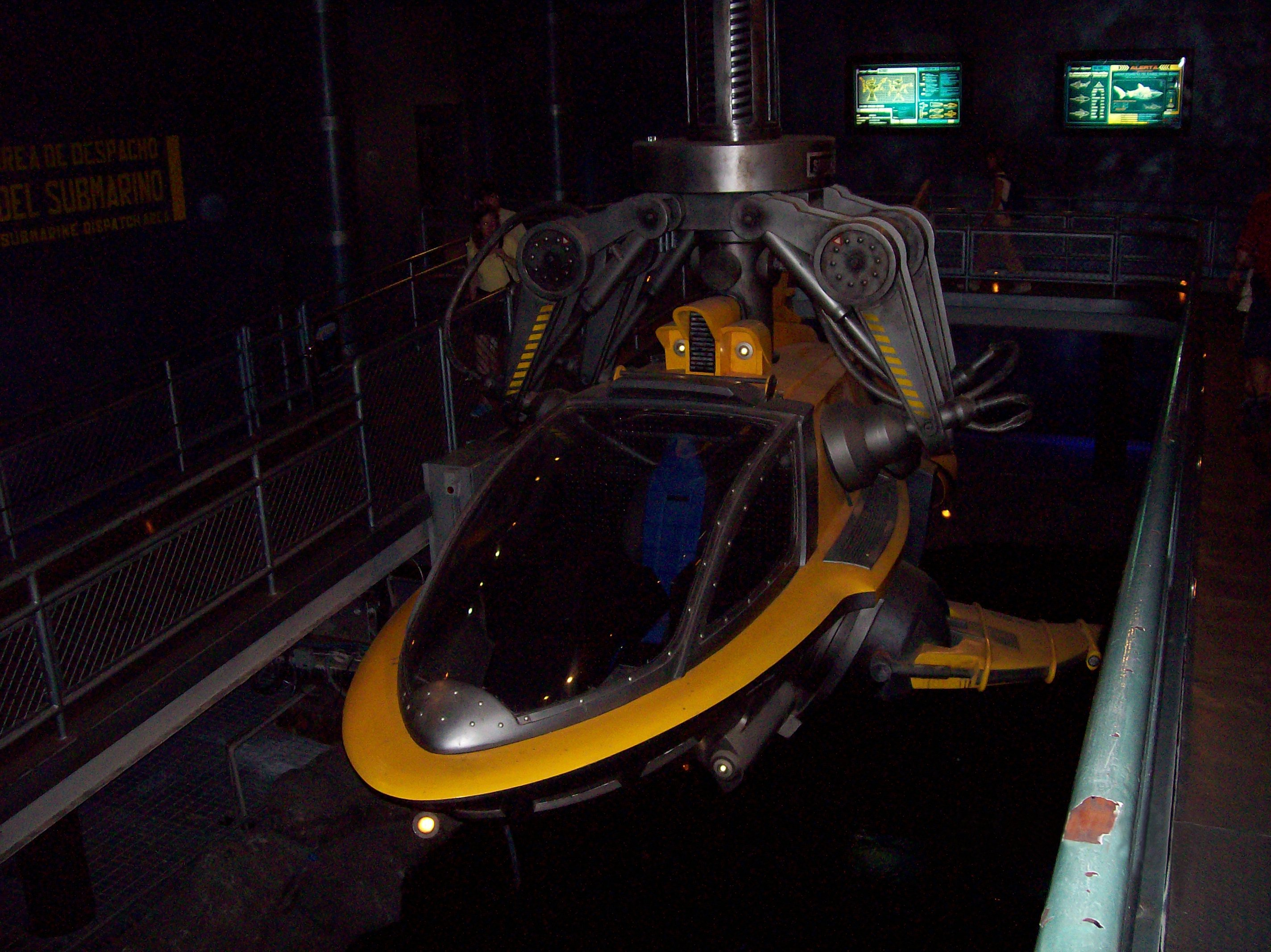
De Seafari (2000 - 2009).

Een onderwaterexpeditie verloopt niet vlekkeloos. Een duikboot uit de Seafari-groep wordt vermist. Samen met Sami, een dolfijn die met mensen spreekt, gaan bezoekers in de Seafari 7 op zoek naar deze vermiste duikboot. Al snel ontdekken ze waar deze ligt, in het hart van een onderwatervulkaan. Met de Seafari 7 duik je in de vulkaan en ontdek je een gezonken schip. De duikboot ligt in het schip. Sami zoekt een ingang en samen start de zoektocht. Al snel zal de crew ondervinden dat ze niet alleen zijn in het gezonken schip. Een reuzemonster heeft het op Sami en de Seafari 7 gemunt.

## Verhaal (2010)
- De speler vertrekt samen met een dinosaurus op zoek naar zijn moeder. Van zodra hij uit zijn ei komt, samen op avontuur langs andere dino's tot uiteindelijk mama Tyranosaurus wordt teruggevonden.
- De speler onderzoekt de mysteries in Egypte.

## Verhalen 2011-
- Turtle vision: Sammy neemt je mee tijdens zijn levensverhaal.
- Aquaride: PortAventura ontwikkelde een onderwaterwereld. Door plaats te nemen in een coasterwagentje kan je de hele wereld ontdekken.

## Thema (2000 - 2009)
De attractie is ingewerkt in de themazone Polynesië. Het geheel is niet zichtbaar vanuit het park en ligt verscholen tussen de flora van het park, watervallen en rotsen. De inkleding is een laboratorium waar de duikboten worden gemaakt. De pré-show vindt plaats in de dokken waar men de duikboten moet betreden. Hier ontmoeten bezoekers de dolfijn Sami. Na de pré-show betreedt de bezoeker de dokken en ziet de duikboot liggen. Hier krijgen bezoekers de veiligheidsregels te zien alvorens de simulator te betreden.

## Beknopte beschrijving
Sea Odyssey is een cinema met simulatorkenmerken. Hierdoor beweegt het geheel niet maar enkel de zitplaatsen. Vooraan zijn vaste zitplaatsen gebouwd om zwangere vrouwen en mensen met nek-, hart- en rugproblemen de mogelijkheid te bieden om ook te genieten van de film.
In de beginjaren waren ook speciale effecten aanwezig zoals water en wind. Deze zijn terug in gebruik genomen sinds 2011.
| Pretpark           | PortAventura           |
| Themagebied        | Polynesië              |
| Capaciteit         | 80 pers./duikboot (x2) |
| Foto/video on ride | Nee/nee                |
| Express            | Ja                     |

## Trivia
- De attractie is een 4D-cinema met beweegbare zitplaatsen, zoals die van een simulator.
- De uitgang van de attractie komt uit in de Sea Odyssey shop.